# Камышеватская
Камышева́тская — станица в Ейском районе Краснодарского края, образует Камышеватское сельское поселение, являясь его административным центром.
Население — 5,1 тыс. жителей (2002).
В просторечии — Камышеватка или Камыши.

## География
Станица расположена на побережье Азовского моря, у основания Камышеватской косы, в степной зоне, в 38 км юго-западнее города Ейска.

### Климат
Климат Камышеватской — умеренный, с прохладной, без устойчивого снежного покрова зимой и жарким, продолжительным летом. Температура воздуха несколько выше, чем в Ейске.
| Показатель                    | Янв. | Фев. | Март | Апр. | Май  | Июнь | Июль | Авг. | Сен. | Окт. | Нояб. | Дек. | Год  |
| ----------------------------- | ---- | ---- | ---- | ---- | ---- | ---- | ---- | ---- | ---- | ---- | ----- | ---- | ---- |
| Средний суточный максимум, °C | 0,6  | 1,5  | 6,7  | 15,8 | 22,1 | 26,0 | 28,3 | 27,6 | 22,5 | 15,2 | 8,4   | 3,5  | 14,9 |
| Средняя температура, °C       | −2,4 | −1,7 | 3,0  | 11,2 | 17,4 | 21,5 | 23,7 | 23,0 | 17,9 | 11,0 | 5,3   | 0,9  | 10,9 |
| Средний суточный минимум, °C  | −5,4 | −4,8 | −0,7 | 6,7  | 12,7 | 17,0 | 19,2 | 18,4 | 13,3 | 6,8  | 2,2   | −1,6 | 7,0  |
| Норма осадков, мм             | 46   | 37   | 34   | 37   | 45   | 53   | 56   | 45   | 44   | 32   | 43    | 59   | 531  |
| Источник:                     |      |      |      |      |      |      |      |      |      |      |       |      |      |

## История

### Рождение станицы
Камышевый посёлок был основан беглыми крепостными крестьянами с Украины и из России в 1778 году.
В 1798 году во время объезда атаманами Азовского побережья Камышевый поселок был обнаружен и приписан к казачьему округу. Итак, население поселка Камышевого, вольно проживавшее 20 лет, стало официально значиться жителями куреня Камышеватского, который был образован ещё в 1774 году. В 1848 году курень переименовали в станицу Камышеватскую. Таким образом, станица Камышеватская стала считаться основанной в 1848 году на побережье Азовского моря, в пределах Ейского округа Черномории-области Черноморского казачьего войска.
155 лет назад для жителей Приазовья 1848 год был особенным. В этом году, 19 августа, как большой праздник, с большим торжеством отметили своё основание г. Ейск, ст. Камышеватская и ст. Должанская. На этот праздник приехали представители многих южных городов. На праздник приехал сам наместник Кавказа М. С. Воронцов. Во время торжества были обнародованы льготы тем, кто пожелает жить в новом портовом городе. Казаки станицы Камышеватекой и станицы Должанской основание города встретили сдержанно, так как они ещё не знали, какие отношения будут складываться с первым портом Приазовья. К этому событию в станице Камышеватской проживало уже более тысячи человек. Командование Черноморского казачьего войска в 1849 году потребовало описание станицы. Читая этот документ, узнаем, что жителей — 1048 человек, из них мужского пола — 589 человек, женского пола — 468 человек. (Краевой госархив. Том 1. Стр. 249. Издание 1895 г). Из всех жителей станицы был 1 обер-офицер, 5 урядников. Характерно то, что к тому времени в станице были и отставные: обер-офицер — 1, урядников — 3, казаков — 29. Станичным атаманом был богатый урядник — Чинчиковский. В описании в 1849 года в станице указывается количество скота: лошадей — 157 голов, волов — 322 головы, крупного рогатого скота — 607 голов, овец — 3675 голов.
Архивные документы рассказывают, что, когда хаты строили турлучные, крыши крыли камышом, затем жилье строили из дёрна, весьма вязкого и отвердевшего на солнце. Жители станицы занимались земледелием, рыболовством. Всё возрастающий спрос на хлеб вызывал резкое увеличение посевных площадей. Это хорошо видно на примере нашей станицы Камышеватской.
- В 1870 году под зерновыми культурами было засеяно 4155 десятин.
- В 1873 году засевали уже 6640 десятин.
- В 1880 году засевали 10 000 десятин.
- В 1883 году — 17 369 десятин.

(Кубанский сборник 1883 г., том 1, стр. 835).
Основным орудием труда при уборке урожая была коса, и она существовала долго. Жатвенные машины, конные косилки в Ейском уезде появились в 1879 году. Были они очень дорогие и недоступные даже богатому купечеству. Таких жаток было в уезде 4. (Кубанский сборник 1883 г., том 1, стр. 440).
В Ейском уезде в 80-е годы стали появляться плуги, но и они были тоже дорогие. В 1878 году в Камышеватской на 599 дворов было всего 20 плугов, 509 лошадей, 918 волов, 2136 голов крупного рогатого скота, овец было 7887 голов. Население составляло 3259 человек, из них мужского пола 1730 человек, женского пола 1529 человек. В Ейский уезд входило 6 современных районов: Ейский, Щербиновский, Староминский, Ленинградский, Павловский, Кущёвский. Станица Камышеватская родилась вместе с Ейском. И вместе с ним она входит в число старожилов Кубани. Многие населённые пункты края, например: Майкоп, Кропоткин — даже моложе нашей станицы.

### Первые поселенцы
До конца 18-го столетия Приазовье оставалось малозаселенным. Население на морских косах существовало до основания станицы, так как крестьяне, казаки из других станиц издавна селились здесь небольшими хуторками и занимались рыбным промыслом. Это были беглые русские крестьяне, спасавшиеся от непосильного помещичьего гнёта.
В 1848 году эти поселения были усилены пришедшими в Черноморию из Малороссии переселенцами и были преобразованы в станицы: Камышеватскую и Должанскую. (Кубанский сборник. Том 1, стр. 343. Екатеринодар, 1883 г.) Крестьяне селились по берегам, где были дичь, рыба, чтобы как-то прокормиться. Большинство кубанских станиц заселялось по плану, из расчета, примерно, в 300 семейств па станицу, чтобы каждая станица могла поставить определенное количество боеспособных казаков. В станицу Камышеватскую планировалось переселить 200 семейств из Полтавской и Черниговской губернии, так как до прибытия переселенцев в поселках и хуторах уже жили казаки, разновременно отселившиеся из станиц Щербиновской и Деревянковской в числе 230 душ мужчин и 226 душ женского пола, то есть 91 семья. Их также причислили к новой станице Камышеватской.
С 1877 года началось усиленное заселение. Станица растянулась на 5 км и в ширину на 1 км. Население достигало 12 тысяч человек, в основном, из кубанских казаков и иногородних крестьян. Жители занимались земледелием, разведением скота, рыболовством.
Статья из ЭСБЕ:
Камышеватская — ст-ца Ейского отд. Кубанской обл. Жит. 4835. 3 школы, лавок мануфактурных 10, бакалейных 5, мельниц 32; заведение чембарное, бондарня, маслобоен 3; базары еженедельно.
В 1935—1953 годах Камышеватская была центром Камышеватского района.
20 марта 2007 года в доме-интернате для престарелых и инвалидов, расположенном в Камышеватской, произошёл крупный пожар, в ходе которого погибло 62 человека.

## Достопримечательности
- Ветряная мельница XIX века — памятник архитектуры[3], одна из последних ветряных мельниц Краснодарского края, сгорела в начале 2000-x годов.[4]

## Экономика
- Рыболовство.
- Туристический бизнес.

## Люди, связанные со станицей
- Линник, Михаил Васильевич (1910—1944) — участник Великой Отечественной войны, Герой Советского Союза (1944)[5].
- Пашкова, Юлия Фёдоровна (1923—1943) — участница Великой Отечественной войны[6].

## Население
| 1939  | 1959  | 1979  | 2002  | 2010  | 2012  |
| ----- | ----- | ----- | ----- | ----- | ----- |
| 7076  | ↘5131 | ↗5204 | ↘5135 | ↘5029 | ↘4919 |
| 2013  | 2014  | 2015  | 2016  | 2017  | 2018  |
| ↘4878 | ↘4798 | ↘4761 | ↘4688 | ↘4625 | ↘4574 |
| 2019  | 2020  | 2021  | 2023  |       |       |
| →4574 | ↗4613 | ↘4508 | ↘4476 |       |       |